# Nadia Ghalem
Nadia Ghalem, née en 1941 à Oran, est une journaliste, animatrice radio et écrivaine algérienne, installée au Québec depuis 1965, et devenue canadienne. 

## Biographie
Nadia Ghalem naît à Oran, en Algérie, en 1941, dans un milieu plutôt bourgeois. Son père est un officier militaire. Jeune, elle fait du théâtre et du ballet classique. Adolescente, Nadia est témoin de la guerre d'indépendance algérienne et de sa férocité. S'y ajoute le divorce de ses parents. Elle traverse une période de dépression. Se consacrer à l'écriture est sa façon de s'en extraire, tout en répondant à un besoin vital pour elle. C'est « un besoin  fondamental, une pulsion intimement personnelle», une planche de salut face aux violences dont elle est témoin. Durant cette période, elle écrit, vers 1958, un roman, Fille de la révolution algérienne. Mais ce roman reste non publié. Elle effectue un stage de journalisme en France, des études au Niger (au Centre international de télé-enseignement), et travaille comme animatrice à Radio-Niamey. Elle vit ensuite en Côte d'Ivoire, et y anime là encore des émissions à Radio-Abidjan.  Elle séjourne aussi en Allemagne, aux États-Unis et enfin, quelques mois, en Espagne. Puis, elle décide d'aller vivre au Canada, ce qu'elle conçoit comme une escale provisoire pour d'autres voyages, peut-être pour l'Australie. Elle ne connaît pas grand chose de ce pays d'Amérique du Nord, si ce n'est des lectures.  Elle a lu bien sûr Maria Chapdelaine, le roman de Louis Hémon, une lecture de sa jeunesse, mais aussi une œuvre d’Anne Hébert, Le torrent, ainsi que l’oeuvre d’Émile Nelligan,.
Le 31 décembre 1965, à 24 ans, elle atterrit à Montréal, dans une ville complètement enneigée. Elle parle « d'alunir » à Montréal. Elle y est accueillie par des amis québécois rencontrés au Niger, Elle est vite séduite par la ville, et par ce « peuple pacifique», qui vit de profondes mutations sans aucune « guerre civile». Elle travaille pour la radio, puis pour la télévision, passe à l'écran, et scénarise des documentaires. Parallèlement,elle continue à écrire « tout le temps ». Sur les conseils d’un ami, elle finit par publier une partie de ces texte sous forme de nouvelles dans la revue Châtelaine. Avide de connaissance, elle reprend des études de communication, puis de psychologie. Elle travaille un temps comme analyste en psychiatrie infantile à  l’hôpital Sainte-Justine de Montréal,.
En 1980, elle publie ses premiers poèmes, Exil. Elle est alors âgée de 39 ans. Un an plus tard, en 1981, la publication du roman Les jardins de cristal et du recueil de nouvelles L’oiseau de fer lui permettent d'acquérir une notoriété plus conséquente dans le milieu littéraire québécois. Des critiques littéraires ont perçu Les jardins de cristal comme un « travail de catharsis » sur sa jeunesse dans un environnement de guerre et de violence, et comme une introspection douloureuse sur la recherche de soi,. 
En 1986, alors âgée de 45 ans et installée à Montréal depuis 20 ans, elle décide de ne plus retourner en Algérie, son pays natal, dans lequel elle se rendait régulièrement. À Montréal, elle se sent certes étrangère mais ne se considère pas comme « une immigrante». Elle se différencie des immigrants, n'ayant pas eue à connaître « la lourdeur des démarches administratives pour s'installer au Québec. Ça a été relativement facile ». D'autant que, dans son esprit, cette implantation n'était au départ que temporaire. Lors de ses voyages, les gens lui demandent souvent d'où elle vient, ce qui l'a obligée à approfondir son identité et son histoire, parce qu’en Algérie, elle n’a jamais eu « l’occasion de devoir décliner ses origines ».
La villa Désir est publié en 1988, à la suite d'un voyage à Rome. Rome lui semble une ville du Désir, de « tous les désirs, gastronomiques, amoureux, et même les désirs de lumière ». Mais cette lumière, cette atmosphère, et la nourriture lui rappellent aussi « l'Algérie de son enfance ». Le lancement du livre est fait avec une amie, Simonne Monet-Chartrand. 
Auteure de poèmes, de nouvelles, de romans, de dramatiques pour la radio et de scénarios de court-métrage, ses œuvres se déroulent dans diverses villes et pays  (Algérie, Italie, Canada, Québec). Mère de trois enfants, elle partage son temps entre ses petits-enfants, l'écriture et désormais la peinture. Elle s'est consacrée  à la littérature jeunesse, notamment dans les années 1990, avec La rose des sables, publiée en 1993, dont l'action se situe en particulier dans le désert du Sahara et l'Andalousie, et avec Le Huron et le huard, un récit cette fois situé dans la vallée de la Matapédia et à Montréal.